# 3. brigada kopenske vojske (Vojska Srbije)
3. brigada kopenske vojske  je pehotna brigada, ki deluje v okviru Kopenske vojske Oboroženih sil Srbije.

## Zgodovina
Brigada je bila ustanovljena 4. junija 2007 z reorganizacijo delov 211. oklepne, 4. motorizirane, 125. motorizirane, 549. motorizirane, 9. pehotne, 52. mešane artilerijske in 52. artilerijsko-raketne brigade ter 21. izvidniškega učnega centra, 353. inženirskega bataljona, 201. logistične baze ter Vojaškega medicinskega centra.

## Sestava
- Poveljstvo
- 30. poveljniški bataljon
- 34. večcevni raketni divizion
- 38. mehanizirani bataljon
- 31. pehotni bataljon
- 32. pehotni bataljon
- 35. protiletalski artilerijski bataljon
- 39. logistični bataljon
- 36. tankovski bataljon
- 310. inženirski bataljon
- 33. samovozni havbični artilerijski divizion
- 37. mehanizirani bataljon